# Enomotarcha heterochroma
Enomotarcha heterochroma är en fjärilsart som beskrevs av Sergius G. Kiriakoff 1958. Enomotarcha heterochroma ingår i släktet Enomotarcha och familjen tandspinnare. Inga underarter finns listade i Catalogue of Life.